# Lisa Bianchini
Louise (Lisa) Bianchini, född Wadström den 11 augusti 1867 i Stockholm, död den 18 mars 1943 i Stockholm, var en svensk konstnär.
Lisa Bianchini var dotter till kungliga sekreteraren Adolf Wadström och Emelie Schaling samt från 1899 gift med Artur Bianchini och mor till stadsbibliotekarien Bianca Bianchini (1905–1984). Hon studerade konst för bland annat Anders Zorn, Bergh, Gerle och Fanny Hjelm vid Konstnärsförbundets skola i Stockholm samt under studieresor till Danmark, Finland och Tyskland. Hon specialiserade sig på miniatyrmåleri och utförde i akvarell på elfenben en mängd porträtt av kända personligheter. Hennes övriga konst består av små mariner med segelbåtar och nakenstudier. Bianchini är representerad vid Östersunds museum och Nationalmuseum i Stockholm.